# Pierre Godfroid
Pour les articles homonymes, voir Godfroid.
 (février 2010).
Si vous disposez d'ouvrages ou d'articles de référence ou si vous connaissez des sites web de qualité traitant du thème abordé ici, merci de compléter l'article en donnant les références utiles à sa vérifiabilité et en les liant à la section « Notes et références ».
Pierre, Léon, Edmond, baron Godfroid, né le 19 avril 1934 à Deurne est un chef d'entreprise belge. Il est docteur en droit.
Il est président émérite de la SABENA,; président honoraire de la Fédération des Industries agricoles et alimentaires.

## Distinctions
- Officier de l'ordre de la Couronne
- Officier de la Légion d'honneur

Il est fait baron par le roi Albert II de Belgique en 1995. Sa devise est Un pour Tous.